# Robin Montgomery
Robin Montgomery (* 5. September 2004 in Washington, D.C.) ist eine US-amerikanische Tennisspielerin.

## Karriere
Montgomery begann mit fünf Jahren das Tennisspielen und bevorzugt Hartplätze. Sie spielte bislang hauptsächlich Turniere der ITF Women’s World Tennis Tour, bei der sie bislang drei Titel im Einzel und vier im Doppel erringen konnte.
Ihr Debüt auf der WTA Tour gab Montgomery bei den Citi Open 2019, wo sie in der ersten Runde der Qualifikation gegen Destanee Aiava mit 6:4, 5:7 und 2:6 verlor. Im Dezember gewann sie den Orange Bowl, das nach den vier Grand-Slams bedeutendste Juniorinnenturnier. Im Finale setzte sie sich gegen Jana Kaladsinskaja mit 7:64 und 6:3 durch. Bei den US Open 2020 gab sie ihr Grand Slam Debüt, verlor aber in Runde eins in zwei Sätzen.
Bei den Juniorinnen konnte sie 2021 die US Open sowohl im Einzel als auch im Doppel gewinnen.

## Turniersiege

### Einzel
| Nr. | Datum             | Turnier       | Kategorie | Belag             | Finalgegnerin     | Ergebnis      |
| --- | ----------------- | ------------- | --------- | ----------------- | ----------------- | ------------- |
| 1.  | 8. März 2020      | Las Vegas     | ITF W25   | Hartplatz         | You Xiaodi        | 2:6, 6:3, 6:4 |
| 2.  | 13. November 2022 | Calgary       | ITF W60   | Hartplatz (Halle) | Urszula Radwańska | 7:66, 7:5     |
| 3.  | 21. Mai 2023      | Saint-Gaudens | ITF W60   | Sand              | Alice Robbe       | 7:5, 6:4      |

### Doppel
| Nr. | Datum            | Turnier    | Kategorie | Belag             | Partnerin          | Finalgegnerinnen                 | Ergebnis         |
| --- | ---------------- | ---------- | --------- | ----------------- | ------------------ | -------------------------------- | ---------------- |
| 1.  | 23. Oktober 2020 | Reims      | ITF W25   | Hartplatz (Halle) | Séléna Janicijevic | Harriet Dart Sarah Beth Grey     | kampflos         |
| 2.  | 17. Juli 2021    | Evansville | ITF W25   | Hartplatz         | Kylie Collins      | Lauren Proctor Anna Ulyashchenko | 5:6, 6:3, [10:2] |
| 3.  | 6. März 2022     | Arcadia    | ITF W60   | Hartplatz         | Ashlyn Krueger     | Harriet Dart Giuliana Olmos      | kampflos         |
| 4.  | 11. Februar 2023 | Orlando    | ITF W60   | Hartplatz         | Ashlyn Krueger     | Arianne Hartono Eva Vedder       | 7:5, 6:1         |